# كولن كوك
كولن كوك (بالإنجليزية: Colin Cook)‏ (1909 في المملكة المتحدة - ) هو لاعب كرة قدم بريطاني في مركز الهجوم. لعب مع برادفورد سيتي وكروك تاون ‏ ونادي  شيلدز الشمالية ‏.